# レウコスペルマム
レウコスペルマム、リューコスペルマム（学：Leucospermum）はヤマモガシ科に含まれる植物の一つ。またはレウコスペルマム属に属する植物の総称。学名が長く呼びづらいので、英名からピンクッションとも呼ばれ、流通する場合も多い。

## 特徴
原産地および自生地は南アフリカ共和国の樹高1～3mほどの常緑性低木だが、オーストラリアで改良された品種が出回っている。花は無数の花が集まっており、糸状に出でいる部分は花柱にあたる。これはバンクシア属などヤマモガシ科の花に多く見られる特徴である。開花期は9～10月の秋期にあたる。花の寿命は極めて長く、2か月ほど着花した状態のものもある。花色は赤色、橙色、黄色がある。コルディフォリア種は橙色～黄色になり、エルベスセンス種は開花し始めは、黄色だが、しばらくすると橙色に変化していく。わが国にいつ渡来してきたかは不明。花言葉は「どこでも成功を」「降り注ぐ愛」「陽気」というものがある。また、1月7日、1月12日、1月21日、8月15日、10月21日、10月29日、12月13日の誕生花にあたる。クラスター根（proteoid roots）と呼ばれる特殊な根を持ち、貧栄養な痩せ地でもリン酸を吸収でき、成長が可能。

## 栽培方法
日本では切り花の状態で多く流通しているため、苗を入手する機会か限られる。耐湿性、耐寒性に乏しく、また、根の構造上リン酸中毒を引き起こしやすくなっているので土壌作り、施肥には気を付ける。高温多湿にも弱いので、日本での夏越しはやや難しい。以上の事から通年の栽培は非常に難しい。日当たりの良い場所に置いた方が花の発色が良くなるので、できるだけ日光の当たる場所で栽培する。ただし水切れ、葉焼けに注意する。また、梅雨の時期には長雨にあたって加湿で枯れないように軒下などで管理する必要もある。花の見られる時期は3～5月の時期である。

## 名称について
属名である Leucospermum は、Leucos（白色の）Sceptrum（像）の合成語、もしくは、Leucos（白色の）Spermum（種子）の合成語から来ている。Cordifolia は「葉が心臓型」という意味を持つ。

## 利用
乾燥しても褪色しない性質、花が長持ちする性質からドライフラワー、切り花、フラワーアレジメントの素材として用いられる。また、ロックガーデン、花の雰囲気から、トロピカルガーデンの植栽にも用いられる。